# Rapatea
Rapatea es un género de plantas herbáceas perteneciente a la familia de las rapatáceas. Comprende 23 especies originarias del Caribe, centro y sur de América. 

## Especies deRapatea
- Rapatea angustifolia Spruce ex Körn., Linnaea 37: 469 (1872).
- Rapatea aracamuniana Steyerm., Ann. Missouri Bot. Gard. 76: 964 (1989).
- Rapatea chimantensis Steyerm., Ann. Missouri Bot. Gard. 75: 313 (1988).
- Rapatea circasiana García-Barr. & L.E.Mora, Mutisia 22: 9 (1954).
- Rapatea elongata G.Schulze, Notizbl. Bot. Gart. Berlin-Dahlem 12: 230 (1934).
- Rapatea fanshawei Maguire, Mem. New York Bot. Gard. 12(3): 96 (1965).
- Rapatea linearis Gleason, Bull. Torrey Bot. Club 52: 191 (1925).
- Rapatea longipes Spruce ex Körn., Linnaea 37: 472 (1872).
- Rapatea membranacea Maguire, Mem. New York Bot. Gard. 12(3): 99 (1965).
- Rapatea muaju García-Barr. & L.E.Mora, Mutisia 22: 7 (1954).
- Rapatea paludosa Aubl., Hist. Pl. Guiane 1: 305 (1775).
- Rapatea pycnocephala Seub. in C.F.P.von Martius & auct. suc. (eds.), Fl. Bras. 3(1): 128 (1847).
- Rapatea rugulosa Maguire, Acta Amazon. 9: 268 (1979).
- Rapatea saulensis B.M.Boom, Brittonia 46: 314 (1994).
- Rapatea scabra Maguire, Mem. New York Bot. Gard. 12(3): 93 (1965).
- Rapatea spectabilis Pilg., Verh. Bot. Vereins Prov. Brandenburg 47: 101 (1905).
- Rapatea spruceana Körn., Linnaea 37: 470 (1872).
- Rapatea squarrosa (Willd. ex Link) Kunth, Enum. Pl. 3: 367 (1841).
- Rapatea steyermarkii Maguire, Fieldiana, Bot. 28(1): 130 (1951).
- Rapatea ulei Pilg., Notizbl. Bot. Gart. Berlin-Dahlem 6: 119 (1914).
- Rapatea undulata Ducke, Arq. Inst. Biol. Veg. 2: 28 (1935).
- Rapatea xiphoides Sandwith, Bull. Misc. Inform. Kew 1939: 23 (1939).
- Rapatea yapacana Maguire, Mem. New York Bot. Gard. 12(3): 101 (1965).